# Principauté de Schwarzbourg-Sondershausen
Pour les articles homonymes, voir Schwarzbourg.
1599–1918
Entités précédentes :
- Comté de Schwarzbourg

Entités suivantes :
- État libre de Schwarzbourg-Sondershausen (de)

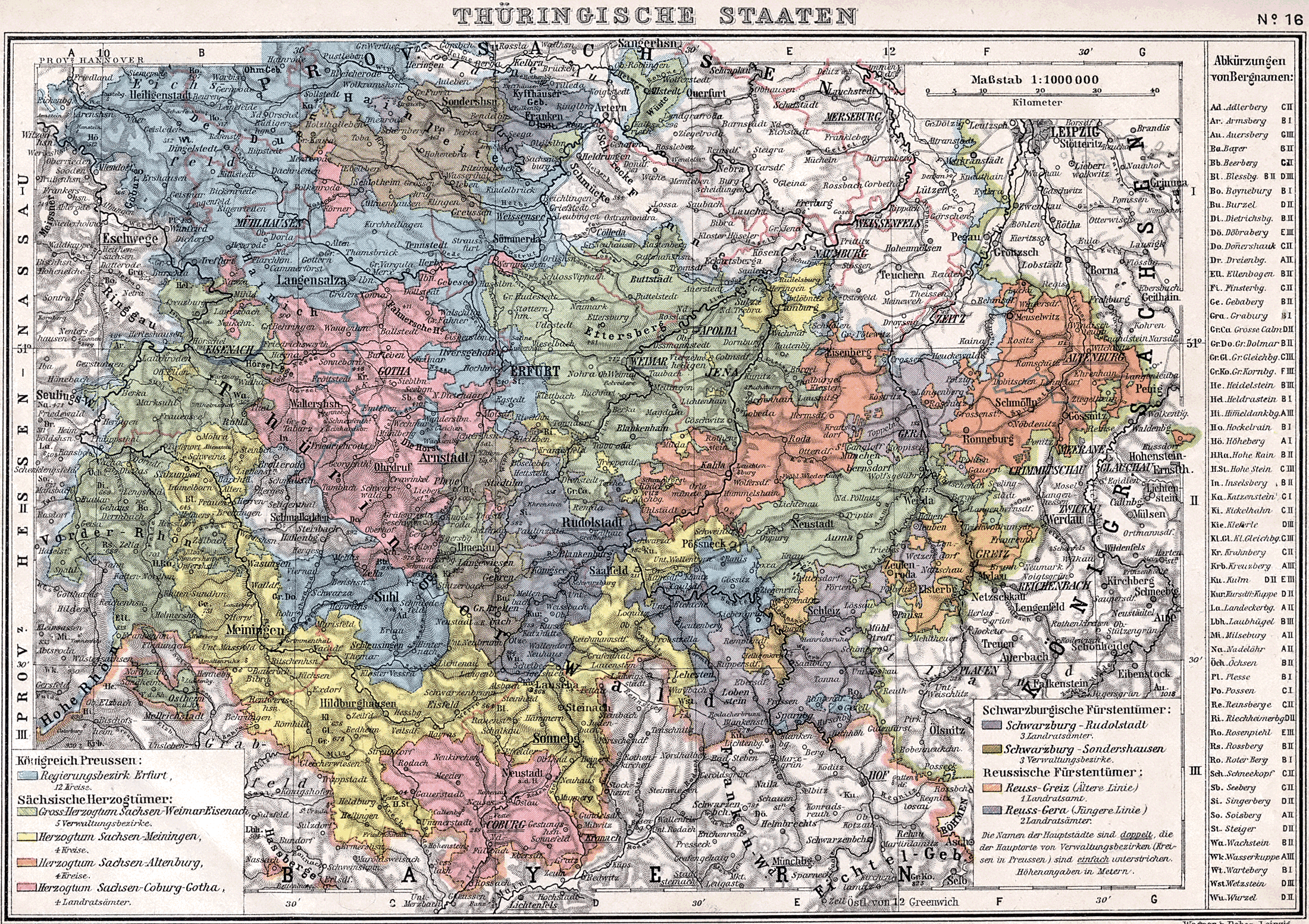
La principauté de Schwarzbourg-Sondershausen (en gris foncé) en 1905.

La principauté de Schwarzbourg-Sondershausen est un État du Saint-Empire romain germanique, puis de la confédération du Rhin, de la confédération germanique et de l'Empire allemand, qui se transforma en État libre de Schwarzbourg-Sondershausen (de) en 1918 avant d'être intégré au Land de Thuringe en 1920. La principauté était l'héritière du comté de Schwarzbourg-Sondershausen, qui avait existé dans les mêmes frontières de 1599 à 1697.
La superficie totale de la principauté était de 862,1 km2. Son territoire, fortement morcelé, se divisait en deux seigneuries : la seigneurie supérieure, comprenant les districts distincts d'Arnstadt et de Gehren ainsi que les exclaves de Geschwenda et Rockhausen, et la seigneurie inférieure, qui englobait les districts d'Ebeleben et de Sondershausen, où se trouvait le château ancestral, le château de Sondershausen. Parmi les autres localités importantes de la seigneurie supérieure figuraient Masserberg, Grossbreitenbach et Plaue, tandis que Greußen et Clingen étaient des centres notables dans la seigneurie inférieure.

## Histoire
L'histoire de la principauté de Schwarzbourg-Sondershausen remonte à la lignée des comtes de Schwarzbourg, mentionnée pour la première fois au XIe siècle. À travers diverses divisions héréditaires et acquisitions, le comté de Schwarzbourg changea fréquemment de forme jusqu'au XVIe siècle. Le 21 novembre 1599, avec le traité de Stadtilm, les territoires de Schwarzbourg furent de nouveau redistribués, créant ainsi les comtés de Schwarzbourg-Sondershausen et de Schwarzbourg-Rudolstadt. Ces territoires faisaient alors partie du Cercle de Haute-Saxe. Les deux comtés, qui devinrent plus tard des principautés puis des États libres, restèrent essentiellement inchangés jusqu'en 1920.
Jean-Gonthier Ier (1532-1586) fonda la lignée de Schwarzbourg-Sondershausen. Lors du traité de Stadtilm du 21 novembre 1599, les héritiers de Jean-Gonthier partagèrent les territoires de Schwarzbourg avec Albert VII de Schwarzbourg-Rudolstadt. Dans les décennies suivant 1599, il y eut d'autres conflits de succession. En 1681, les comtes Christian-Guillaume et Antoine-Gonthier II, qui gouvernaient ensemble jusqu’alors, divisèrent le pays en une lignée de Sondershausen et une lignée d'Arnstadt. En 1713, les deux lignées principales de Schwarzbourg conclurent un accord familial, introduisant la primogéniture mâle et interdisant de nouvelles divisions du territoire.
Auparavant, les deux comtes avaient été élevés au rang de princes impériaux et leur territoire déclaré principauté immédiate de l'Empire. Le duché de Saxe-Weimar, qui revendiquait la suzeraineté sur le Schwarzbourg, renonça à ses droits souverains en échange d'une compensation financière dans les traités de 1699 et 1702. Cependant, Schwarzbourg s’engagea en 1719 à un paiement annuel de 7 000 thalers. Pour Arnstadt, une compensation annuelle de 3 500 thalers fut accordée au duc de Saxe-Weimar en 1731.
En 1815, la principauté rejoignit la Confédération germanique, après avoir été membre de la confédération du Rhin en 1807 et sous la protection de Napoléon Ier jusqu'en 1813. En 1816, une première constitution fut adoptée, mais elle fut remplacée en 1830 par une constitution des États. Cette nouvelle constitution promulguée par le prince Gonthier-Frédéric-Charles Ier ne reçut pas l'approbation du territoire, et il dut l’abroger en 1831. Le jeune prince Gonthier-Frédéric-Charles II institua une nouvelle constitution en 1841, sur la base de laquelle le premier Landtag fut convoqué le 7 septembre 1843. Sous le règne de Gonthier-Frédéric-Charles II, la principauté adhéra au Zollverein en 1835.
Malgré plusieurs réformes, le Schwarzbourg-Sondershausen connut des troubles en 1848, entraînant l'occupation de la seigneurie supérieure par des troupes saxonnes et de la seigneurie inférieure par des troupes prussiennes à l'automne de cette année. Les turbulences politiques de l'époque virent le libéral Friedrich Chop prendre la tête du gouvernement provisoire. Le 12 décembre 1849, une constitution libérale fut proclamée. En vertu de la loi du 18 mars 1850, l'État assuma la gestion des domaines de la Chambre, et le prince bénéficia d'une liste civile annuelle de 120 000 thalers. Cependant, le 8 juillet 1857, la constitution fut révisée de manière conservatrice, rétablissant en grande partie les pouvoirs princiers précédemment réduits.
Lorsque le Schwarzbourg-Sondershausen vota contre la mobilisation demandée par l'Autriche au Bundestag en 1866, la principauté adhéra à la nouvelle Confédération de l'Allemagne du Nord, transférant ainsi la souveraineté militaire à la Prusse en 1867. À partir du 18 janvier 1871, le pays fit partie de l'Empire allemand.
En 1909, la mort du prince Charles-Gonthier de Schwarzbourg-Sondershausen sans héritier masculin entraîna l'extinction de la lignée masculine de Sondershausen. Conformément au pacte familial de 1713, Gonthier-Victor de Schwarzbourg-Rudolstadt lui succéda, les deux principautés sont de nouveau réunies sous le nom de principauté de Schwarzbourg (capitale : Rudolstadt). Les tentatives de fusionner les deux États de Schwarzbourg échouèrent en raison des résistances conservatrices à Sondershausen. Seuls quelques services et institutions communs furent établis à Arnstadt. La Première Guerre mondiale et les développements historiques ultérieurs mirent fin à ces initiatives.
À la fin de la Première Guerre mondiale, le 25 novembre 1918, le prince Gonthier-Victor abdiqua en tant que dernier monarque allemand à le faire, et la principauté fut transformée en État libre de Schwarzbourg-Sondershausen, intégré en 1920 dans le nouvel État de Thuringe[réf. incomplète]. Un gouvernement provisoire, dirigé par le président du Landtag Wilhelm Bärwinkel, remplaça l'ancien régime princier.
Le dernier prince mourut à Sondershausen en 1925, et son épouse, Anna-Louise de Schwarzbourg, décéda en 1951. La princesse Anna-Louise, ainsi que le duc Ernest II de Saxe-Altenbourg et l'ex-épouse d'Ernest II, Adelaïde (1875-1971), furent parmi les derniers anciens monarques allemands à demeurer en RDA.

## Constitution, vie politique et position dans l'Empire allemand
La constitution du Schwarzbourg-Sondershausen, la Landesgrundgesetz, fut promulguée le 8 juillet 1857 et resta en vigueur jusqu'à la révolution de 1918. Elle prévoyait un Landtag composé d'une chambre avec une législature de quatre ans. Le souverain pouvait nommer jusqu'à six députés à vie, trois pour chaque seigneurie, tandis que six autres députés étaient élus directement par les 300 électeurs les plus fortunés. Les électeurs restants désignaient encore six députés par un système d'élections générales indirectes. Tout habitant masculin de 25 ans ou plus, exempt de dettes fiscales, avait le droit de vote. Le droit de vote passif était accordé aux hommes de 30 ans et plus. Le souverain avait également le droit de proposer des projets de loi. Le pouvoir budgétaire du Landtag était limité, ne pouvant pas refuser les fonds nécessaires à certaines dépenses. Les sessions du Landtag se tenaient à Sondershausen.
Cette constitution était considérée comme l'une des plus conservatrices de l'Empire. Elle garantissait une majorité stable des deux tiers des députés, qui représentaient environ 1 % de la population totale. Le Landtag était jugé comme ayant le quorum lorsque deux tiers des députés étaient présents. Les 12 députés nommés ou désignés par le cens électoral pouvaient, par leur absence ou leur abstention, bloquer toute décision, ce qui n'était pas le cas pour les six députés élus au suffrage universel. Toute modification de la consitution nécessitait l'approbation des deux tiers des députés, ce qui excluait de facto toute réforme vers plus de libéralisme et de démocratisation. L'administration conservatrice et la majorité du Landtag s'accrochèrent fermement au système électoral en place. En 1916, ils réussirent à faire échouer la dernière tentative sérieuse de réunification des principautés de Schwarzbourg principalement en raison de cette question. Ce n'est qu'en réponse à la pression révolutionnaire, le 12 novembre 1918, que le gouvernement et la majorité des députés acceptèrent l'instauration du droit de vote universel, libre et égal, une mesure qui, comme l'évolution ultérieure le montre, réussit à apaiser les tensions,.
En tant qu'entité de l'Empire allemand, la principauté avait 1 voix au Bundesrat et envoyait 1 député au Reichstag (circonscription 371). À partir de 1890, les élections au Reichstag dans la principauté furent principalement une confrontation entre les sociaux-démocrates, qui ne purent s'organiser légalement qu'à partir de 1908 en raison de l'interdiction des associations politiques ouvrières, et les nationaux-libéraux. Les nationaux-libéraux remportaient régulièrement les mandats, malgré la montée du SPD, qui obtint 44,8 % des voix au premier tour des élections au Reichstag de 1912. Au second tour, les électeurs conservateurs se regroupaient pour empêcher l'élection d'un député social-démocrate. De 1903 à 1918, Felix Bärwinkel représenta la circonscription au Reichstag. Les partis antisémites étaient également bien représentés, obtenant 25,3 % des voix en 1903 (Parti allemand de la réforme) et 19,9 % en 1912 (Parti social allemand), contre seulement 2,5 % au niveau de l'Empire cette année-là.

## Monnaie et droit postal
La principauté de Schwarzbourg-Sondershausen adhéra à la Convention monétaire de Dresde en 1838. Ainsi, deux thalers au taux prussien de 14 thalers équivalaient désormais à 3,5 florins sud-allemands au taux de 24,5 florins, établissant cette monnaie comme commune aux « États contractants ». Cette monnaie commune de « 2 thalers = 3,5 florins » avait cours légal dans tous les États du Zollverein, indépendamment de l'émetteur de la monnaie.
À partir de 1841, le Schwarzbourg-Sondershausen émit ses propres monnaies pour la seigneurie inférieure de Sondershausen selon le système monétaire prussien (1 thaler = 30 silbergroschen = 360 pfennigs), à l'atelier monétaire de Berlin, qui fonctionna de 1841 à 1909. La principauté choisit de ne pas émettre de monnaies pour la seigneurie supérieure d'Arnstadt, les monnaies de Rudolstadt étant utilisées à cet effet. Ce n'est qu'avec l'introduction du mark comme monnaie impériale le 1er janvier 1876, selon la loi du 4 décembre 1871, que la fragmentation du système monétaire fut abolie.
La Thurn-und-Taxis-Post obtint le monopole postal grâce à des accords avec les principautés de Schwarzbourg :
- Le 8 juin 1812 avec le Schwarzbourg-Sondershausen pour la seigneurie supérieure d'Arnstadt.
- Le 23 août 1817 avec le Schwarzbourg-Rudolstadt pour la seigneurie supérieure de Rudolstadt.

Les seigneuries inférieures de Sondershausen et Frankenhausen étaient sous l'administration de la poste prussienne.
Cette administration commune était immédiatement reconnaissable par le nom, les armoiries postales et les uniformes, qui se distinguaient par des couleurs de col variées. Le bureau de poste était ainsi nommé : « Expédition postale princière de Schwarzbourg-Sondershausen, fief princier de Thurn-und-Taxis ». Les armoiries postales combinaient les blasons des deux entités, avec celui de Schwarzbourg en bas et celui de Thurn-und-Taxis au-dessus. De 1852 à 1866, la Thurn-und-Taxis-Post émit des timbres dans deux monnaies différentes. La seigneurie supérieure utilisait la monnaie en kreuzer de la zone sud. À partir de 1867, le droit postal fut transféré à la Prusse, qui, comme la Confédération de l'Allemagne du Nord, émit des timbres en groschen et en kreuzer jusqu'à l'introduction de la monnaie impériale en 1876.

## Système judiciaire
La principauté de Schwarzbourg-Sondershausen était le seul État de Thuringe à ne pas faire appel à la Cour d'appel commune d'Iéna.
La principauté disposait de cinq tribunaux de première instance :
- Seigneurie supérieure d'Arnstadt : Arnstadt et Gehren.
- Seigneurie inférieure de Sondershausen : Ebeleben, Greußen, et Sondershausen.

Les affaires étaient ensuite portées au tribunal régional prussien d'Erfurt, avant d'être soumises à la Cour d'appel de Naumburg, située dans la province de Saxe.

## Armée
En tant que membre de la Confédération germanique, la principauté fournissait un contingent de 351 hommes d'infanterie, intégré au 10e bataillon de la division de réserve de l'armée fédérale. Les contingents des deux principautés réunies formaient un bataillon unique. À Rudolstadt et Sondershausen, chaque localité comptait deux compagnies, mais seulement un sixième de l'effectif était régulièrement en service. Vers 1850, la taille des troupes fut doublée, chaque maison princière devant désormais fournir un bataillon complet.
Après la convention militaire conclue avec la Prusse le 4 février 1867, le contingent de la principauté fit partie du 3e régiment d'infanterie thuringien no 71, stationné à Erfurt. Ce régiment appartenait au 4e corps d'armée prussien basé à Magdebourg, avec un bataillon en garnison à Sondershausen.

## Territoire et organisation administrative
La principauté comprenait deux territoires : la seigneurie supérieure (Oberherrschaft) et la seigneurie inférieure (Unterherrschaft).
En 1850, la principauté de Schwarzbourg-Sondershausen organisa ses territoires en arrondissements administratifs distincts. Dans la seigneurie supérieure, furent créés les arrondissement d'Arnstadt et de Gehren, tandis que la seigneurie inférieure comprenait les districts d'Ebeleben, Greußen et Sondershausen. En 1858, l'arrondissement de Greußen fut supprimé et ses communes réparties entre les arrondissements d'Ebeleben et de Sondershausen. L'arrondissement d'Ebeleben fut également dissous en 1882 et intégré à l'arrondissement de Sondershausen, mais fut rétabli en 1898,.
En 1912, une réforme administrative majeure restructura l'organisation des arrondissements. Les communes de la seigneurie supérieure, à l'exception de la ville d'Arnstadt, furent regroupées dans un nouvel arrondissement de la seigneurie supérieure, avec siège à Gehren. Simultanément, les communes de la seigneurie inférieure, à l'exception de la ville de Sondershausen, furent intégrées dans l'arrondissement de la seigneurie inférieure, avec siège à Sondershausen. Arnstadt et Sondershausen furent alors élevées au statut de villes-arrondissements,.

### Seigneurie supérieure
La seigneurie supérieure (Oberherrschaft), comprend entre 1850 et 1912 :
- Arrondissement d'Arnstadt
- Arrondissement de Gehren

### Seigneurie inférieure
La seigneurie inférieure (Unterherrschaft), comprend entre 1850 et 1912 :
- Arrondissement d'Ebeleben (1580-1882 puis 1897-1912
- Arrondissement de Greußen (jusqu'en 1858, divisé entre les arrondissements d'Ebeleben et de Sondershausen)
- Arrondissement de Sondershausen

Tableau de la population par arrondissement :
| Seigneurie supérieure | Habitants en 1871 |
| --------------------- | ----------------- |
| Seigneurie supérieure | 30 234            |
| Arrondissements       | Habitants en 1871 |
| Arnstadt              | 16 333            |
| Gehren                | 13 901            |
| Seigneurie inférieure | Habitants en 1871 |
| Seigneurie inférieure | 36 957            |
| Arrondissements       | Habitants en 1871 |
| Ebeleben              | 15 855            |
| Sondershausen         | 21 102            |

### Évolution démographique de 1871 à 1919
Après la fondation de l'Empire allemand en 1871, la principauté de Schwarzbourg-Sondershausen connut une période d'industrialisation rapide, entraînant une croissance démographique significative. La population de la principauté évolua comme suit :
- 1871 : 67 191 habitants
- 1880 : 71 107 habitants
- 1900 : 80 898 habitants
- 1910 : 89 917 habitants
- 1919 : 92 692 habitants

En 1905, la répartition de la population était la suivante :
- Seigneurie supérieure (342,96 km2) : 45 100 habitants
- Seigneurie inférieure (519,14 km2) : 40 052 habitants

Parmi ces populations :
- 83 389 personnes se déclaraient de confession évangélique
- 1 521 personnes étaient catholiques
- 195 membres constituaient la petite communauté juive

## Économie et société
Outre l'agriculture traditionnelle et la sylviculture pratiquée dans l'arrondissement forestier de Gehren, la principauté vit se développer une industrie diversifiée au cours des dernières décennies du XIXe siècle. Parmi les principales activités industrielles, on trouve l'exploitation des mines de potasse dans la seigneurie inférieure, la production textile et de gants à Arnstadt, ainsi que la fabrication de faïence et de porcelaine, principalement dans la seigneurie supérieure. En 1907, la répartition des actifs économiques était la suivante : 28,7 % dans l'agriculture, 48,2 % dans l'industrie (contre 42,76 % en Prusse), et 9,8 % dans le commerce et les transports.
En 1905, 56,8 % de la superficie totale de la principauté étaient consacrés aux terres arables et jardins, 4,6 % aux prairies, et 31 % aux forêts. En tant que propriété privée fidéicommissaire de la maison régnante, l'État gérait 7 704 hectares de domaines (près de 9 % de la superficie totale) et 17 235 hectares de forêts (63 % de la superficie forestière et environ 20 % de la superficie totale). Sur les revenus tirés de ces biens domaniaux, le souverain percevait une rente annuelle de 500 000 marks.

## Armoiries
Les armoiries du Schwarzbourg-Rudolstadt sont identiques à celles de Schwarzbourg-Sondershausen, à l'exception du champ des régales qui diffère entre les deux principautés. Le blason des grandes armoiries d'État se compose des éléments suivants :
- Les supports de l'écu sont :
  - À gauche (héraldiquement à droite) : un homme sauvage.
  - À droite (héraldiquement à gauche) : une femme sauvage.

L'écu principal est partitionné et recouvert d'une croix étroite écartelée en sautoir, alternant les couleurs azur, or et sable, qui s'étend jusqu'à la pointe de l'écu. Cette croix fait référence au titre de « Comte quadruple de l'Empire » que les comtes de Schwarzbourg portaient depuis 1356, et qui fut renouvelé ou confirmé par les empereurs germaniques en 1518, 1566, 1576, 1612 et 1638.
- Moitié gauche :
  - Champs 1 et 4 : D'or à l'aigle de sable, armé d'or et langué de gueules (seigneurie d'Arnstadt).
  - Champs 2 et 3 : D'argent au massacre de cerf de gueules, à trois cors latéraux et trois cors supérieurs (seigneurie de Sondershausen).

- Moitié droite :
  - Champs 1 et 4 : Échiqueté de gueules et d'argent (comté d'Hohnstein).
  - Champs 2 et 3 : De gueules au lion d'or à double queue, langué et armé de gueules, sur quatre fasces d'or (comté de Lauterberg)
  - Pointe de l'écu : Écu régalien d'or, en raison du monopole des mines et de l'extraction d'argent dans la seigneurie de Leutenberg.

- Les écus en abîme sont :
  - Moitié gauche : D'azur au lion d'or couronné d'or, langué de gueules et à double queue, regardant (comté de Schwarzbourg).
  - Moitié droite : D'argent au cerf passant de sable (comté de Klettenberg).
  - Central : L'aigle impérial allemand d'or (également petites armoiries d'État, en mémoire de la dignité royale allemande occupée par Gonthier XIX en 1349).

## Liste des souverains de Schwarzbourg-Sondershausen

### Comtes (1552-1697)
- 1571-1586 : Jean-Gonthier
- 1593-1643 : Gonthier XLII
- 1594-1638 : Antoine-Henri
- 1600-1631 : Jean-Gonthier II
- 1601-1642 : Christian-Gonthier
- 1642-1666 : Antoine-Gonthier Ier
- 1666-1681 : Antoine-Gonthier II
- 1666-1697 : Christian-Guillaume

### Princes (1697-1918)
- 1697-1721 : Christian-Guillaume
- 1721-1740 : Gonthier XLIII
- 1740-1758 : Henri XXXV
- 1758-1794 : Christian-Gonthier III
- 1794-1835 : Gonthier-Frédéric-Charles Ier
- 1835-1880 : Gonthier-Frédéric-Charles II
- 1880-1909 : Charles-Gonthier
- 1909-1918 : Gonthier-Victor, également prince de Schwarzbourg-Rudolstadt à partir du 19 janvier 1890

### Prétendants (Depuis 1918)
- 22 novembre 1918 - 26 avril 1925 : Gonthier-Victor de Schwarzbourg
- 26 avril 1925 - 24 mars 1926 : Sizzo de Schwarzbourg
- 24 mars 1926 - 9 novembre 1971 : Frédéric-Gonthier
- 9 novembre 1971 - 4 novembre 1984 : Marie-Antoinette
- Depuis le 4 novembre 1984 : Frédéric-Magnus VI de Solms-Wildenfels, également comte de Solms-Wildenfels depuis 1945.